# Swiss International Air Lines
Swiss International Air Lines AG (thường gọi là: Swiss; tạm
dịch: Hãng hàng không Quốc tế Thụy Sĩ) là hãng hàng không lớn nhất của Thụy Sĩ khai thác đường bay từ châu Âu tới bắc Mỹ, Nam Mỹ, châu Âu và châu Á. Trạm trung truyển chính của hãng là Sân bay Zürich (ZRH). Swiss là một công ty con của hãng hàng không Đức Lufthansa. Tổng hành dinh của hãng được đặt tại sân bay Basel-Mulhouse-Freiburg gần Basel, Thụy Sĩ. Mã IATA của hãng là LX được lấy lại từ hãng hàng không Crossair. Mã ICAO của hãng là SWR được lấy lại từ hãng hàng không Swissair.
Vào ngày 18/11/2020, có thông báo cho rằng Dieter Vranckx sẽ đảm nhận vị trí Giám đốc điều hành kể từ ngày 1/1/2021. Vranckx có 20 năm kinh nghiệm trong Tập đoàn Lufthansa và hiện là Giám đốc điều hành của Tập đoàn Lufthansa thành viên Brussels Airlines, vị trí mà ông đã đảm nhiệm kể từ đó đầu năm 2020.

## Lịch sử hình thành

### Khởi đầu
Hẵng được thành lập lại vào năm 2002 sau sự phá sản của hãng hàng không quốc gia trước đây của Thụy Sĩ Swissair. Hãng hàng không mới đã lỗ khoảng 1.6 tỉ $ từ khi thành lập cho tới năm 2005. Chủ nợ chính của hẵng là Credit Suisse và UBS đã bán tài sản của Swissair cho Crossair, một đối tác của Swissair. Cả Swissair và Crossair đều thuộc một công ty mẹ là SAirGroup. Crossair sau đó đã đổi tên thành Swiss và hãng hàng không quốc gia mới chính thức ra đời vào ngày 31-03-2002. Ban đầu, hãng được sở hữu bởi hội đầu tư (61.3%), Liên bang Thụy Sĩ (20.3%), các bang và địa phương (12.2%) và các thành phần khác (6.2%). Swiss cũng sở hữu các công ty con như Swiss Sun (100%) và Crossair Europe (99.9%) với khoảng 7383 nhân viên.

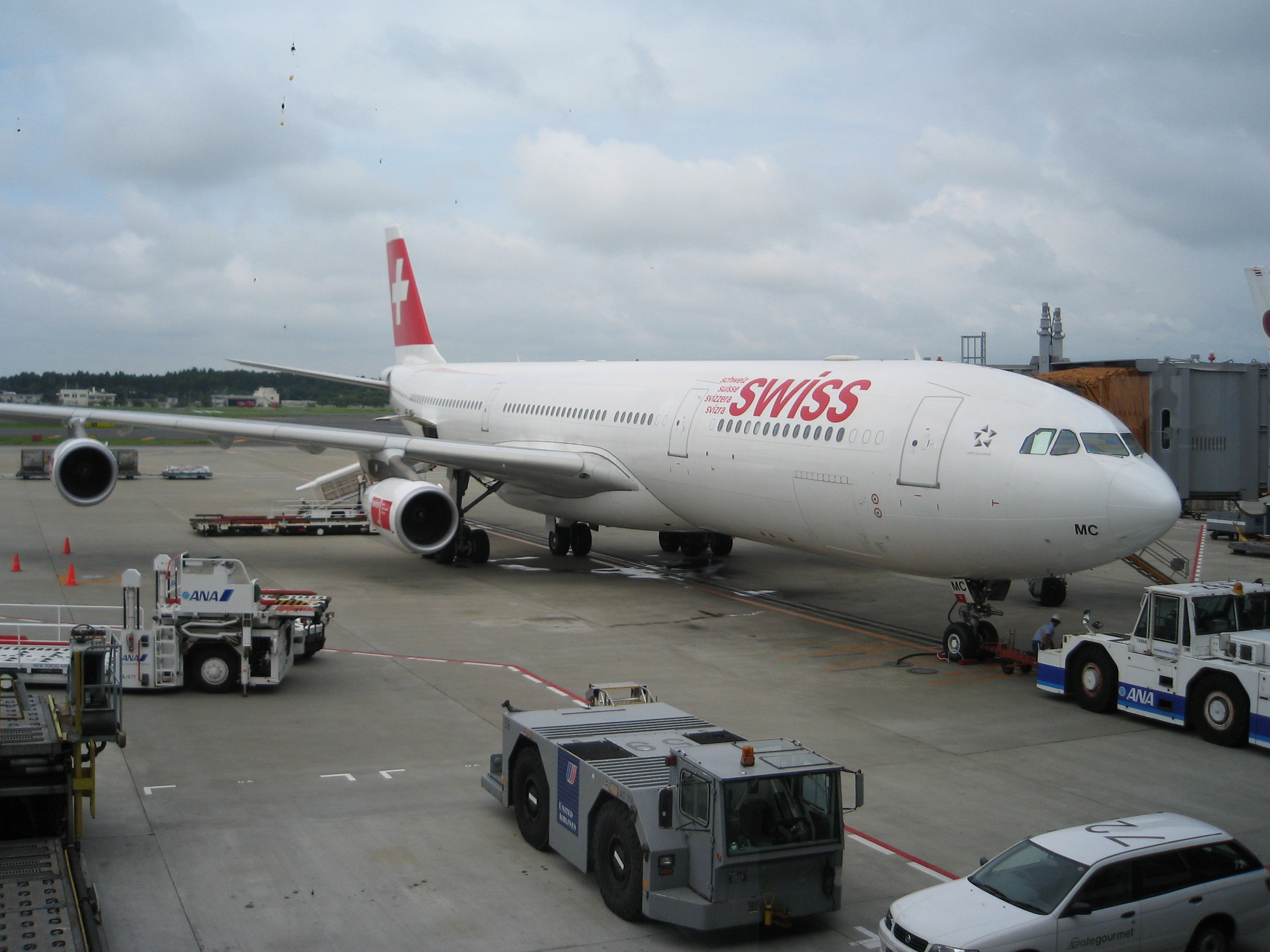
Airbus A340 ở Sân bay Narita, Nhật Bản

Swiss International Air Lines, hay "Swiss", được thành lập từ những gì còn lại của Crossair. Crossair có 40% thu nhập từ hẵng Swissair. Năm đầu tiên với toàn thua lỗ, chính phủ Thụy Sĩ đã chi một khoản tương đương $1.5 tỉ để sử dụng trong vòng 2 năm.
Theo Marcel Biedermann, Tổng giám đốc thị trường quốc tế của Swiss, có 3 khả năng dành cho Swiss: hoạt động độc lập như một hãng hàng không nhỏ, tụt xuống thứ hạng không được biết đến hoặc tham gia vào một liên minh hàng không. Và khả năng thứ 3 đã được lựa chọn. Swiss đã đàm phán với Air France-KLM, British Airways, và Lufthansa. Tuy nhiên lúc này, Swiss đang lâm vào một tình trạng nợ nần với một tương lai không mấy sáng sủa và đó dường như không phải là một sự đầu tư hấp dẫn. Sau khi sáp nhập với KLM, Air France trả lời rằng họ quá bận rộn để suy nghĩ đến việc sáp nhập của Swiss. Lufthansa muốn mua lại hãng nhưng người dân Thụy Sĩ thì không muốn như vậy. British Airways đã mở cửa và các thành viên khác trong liên minh Oneworld nghĩ rằng Sân bay Zürich sẽ trở thành điểm trung chuyển ngoài sân bay London Heathrow
Sau gần 1 năm tranh luận, Swiss cuối cùng cũng được chấp thuận vào Oneworld, sau khi bị ngăn cản bởi British Airways, đối thủ của Swiss trong nhiều đường bay dài. Ngày 3-06-2004, Swiss quyết định không tham gia Oneworld bởi họ không muốn hợp nhất chương trình khách hàng thường xuyên của mình vào với chương trình của British Airways Executive Club.

### Phục hồi

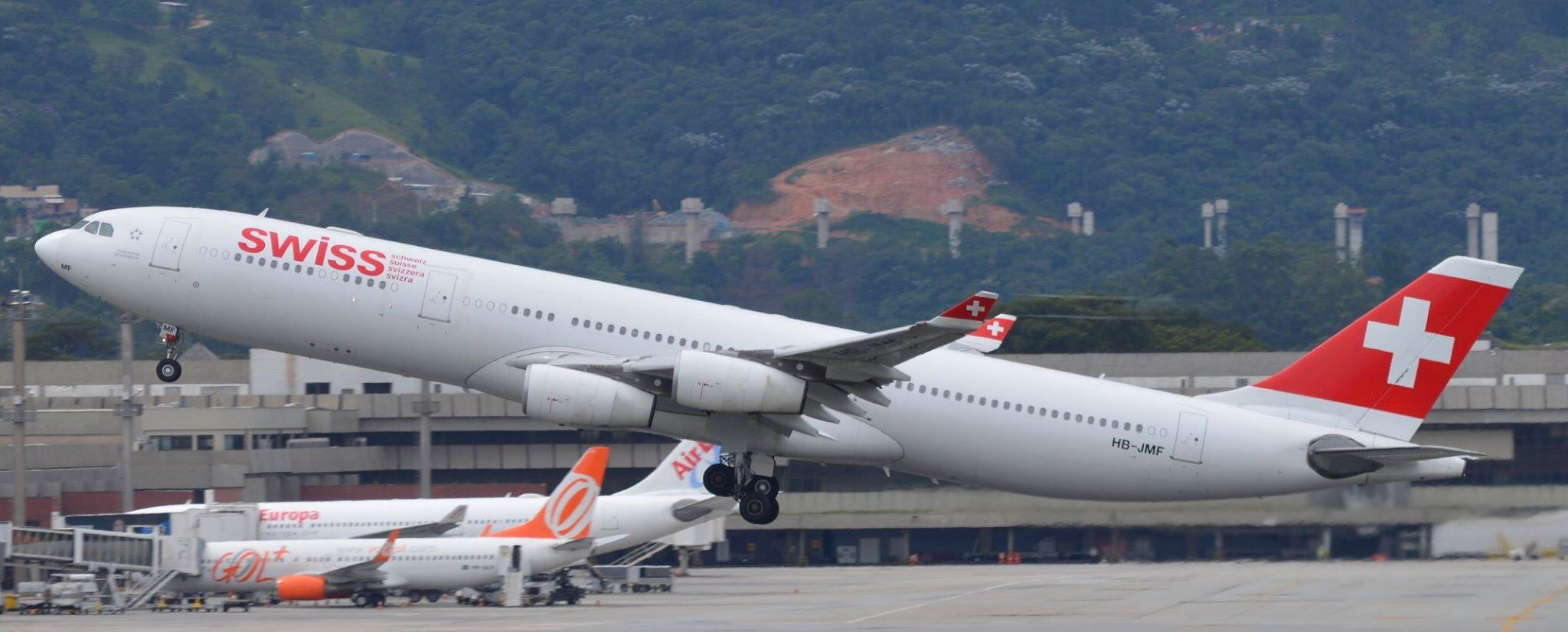
Airbus A340-300 cất cánh tại Sân bay quốc tế São Paulo-Guarulhos

Hãng đã dần dần giảm được thua lỗ, và đã có lãi $220 triệu vào năm 2006, sang năm 2007, lãi thực của năm là $570 triệu. Tháng 3-2008, Biedermann bắt đầu chương trình cải tổ, và theo như ông nói " Đây là lúc để sắp xếp lại căn nhà của chúng tôi theo đúng trật tự của nó". Vào lúc này thì sự hỗ trợ từ bên ngoài là rất cần thiết và  hãng đã xem Lufthansa như một đối thủ cạnh tranh. Cho dù mạng lưới của Swiss lúc này nhỏ hơn, nhưng hẵng đã vận chuyển được số lượng hành khách bằng với năm 2002.
Ngày 22-03-2005, Lufthansa Group xác nhận kế hoạch mua lại Swiss, bắt đầu bằng việc góp vốn 11% vào việc thành lập một công ty nắm giữ cổ phần của Swiss với tên gọi Air Trust. Việc mua lại này được hoàn thành vào ngày 1-07-2007 và Swiss đã sáp nhập với Lufthansa từ năm 2005. Swiss tham gia liên minh Star Alliance vào ngày 1-04-2006 và hẵng cũng trở thành thành viên của chương trình khách hàng thường xuyên Miles&More của Lufthansa
Swiss cũng thành lập một công ty con với tên gọi Swiss European Air Lines. Hẵng này có giấy phép hoạt động độc lập. Swiss cũng sở hữu hai công ty độc lập khác là Swiss AviationTraining và Swiss WorldCargo.
Năm 2008 Swiss International Air Lines nắm giữ Edelweiss Air
Năm 2007, Swiss đã đặt hàng 9 máy bay Airbus A330-300 nhằm thay thế đội bay hiện tại gồm 9 máy bay Airbus A330-200. Dòng máy bay A333 thân thiện hơn với môi trường và có 3 hạng ghế ngồi. Chiếc đầu tiên được giao vào tháng 4-2009 và được dùng để khai thác tuyến Zurich - New York. Mùa xuân năm 2010, Swiss sử dụng máy bay A330-300 vào khai thác đường bay Geneva - New York cũng như một số đường bay từ Zurich đi Delhi, Mumbai, Dubai và Muscat. Tháng 4-2010, sẽ khai thác trên đường bay từ Zurich đi Nairobi, Dar es Salaam, Yaounde và Douala.

### Tiếp quản bởi Lufthansa
Sau khi Lufthansa Group tiếp quản, đội bay trong khu vực đã được đổi từ Embraer ERJs và Saabs của Crossair thành Avro RJs, do một công ty con thuộc sở hữu hoàn toàn của Swiss Global Air Lines thực hiện. Phần còn lại của đội bay đã được hợp lý hóa và hiện chủ yếu bao gồm máy bay Airbus, ngoài Boeing 777.
Swiss cũng đàm phán lại các hợp đồng cung cấp của họ, bao gồm xử lý mặt bằng, bảo trì, dịch vụ ăn uống và lao động. Các cổ đông Thụy Sĩ đã nhận được một lựa chọn dựa trên hiệu suất cho cổ phiếu của họ. Khoản thanh toán được thực hiện vào năm 2008, và số tiền phụ thuộc vào mức độ tốt của cổ phiếu Lufthansa so với cổ phiếu của các đối thủ cạnh tranh. Lufthansa tiếp tục duy trì Swiss như một thương hiệu riêng biệt.
Năm 2010, Swiss và Lufthansa bị nêu tên trong cuộc điều tra của Ủy ban châu Âu về việc ép giá nhưng không bị phạt do hành động như một người tố giác.
Vào ngày 18/8/2011, Swiss giới thiệu một biểu tượng công ty mới giống với biểu tượng của Swissair không còn tồn tại.

## Về công ty

### Trụ sở chính

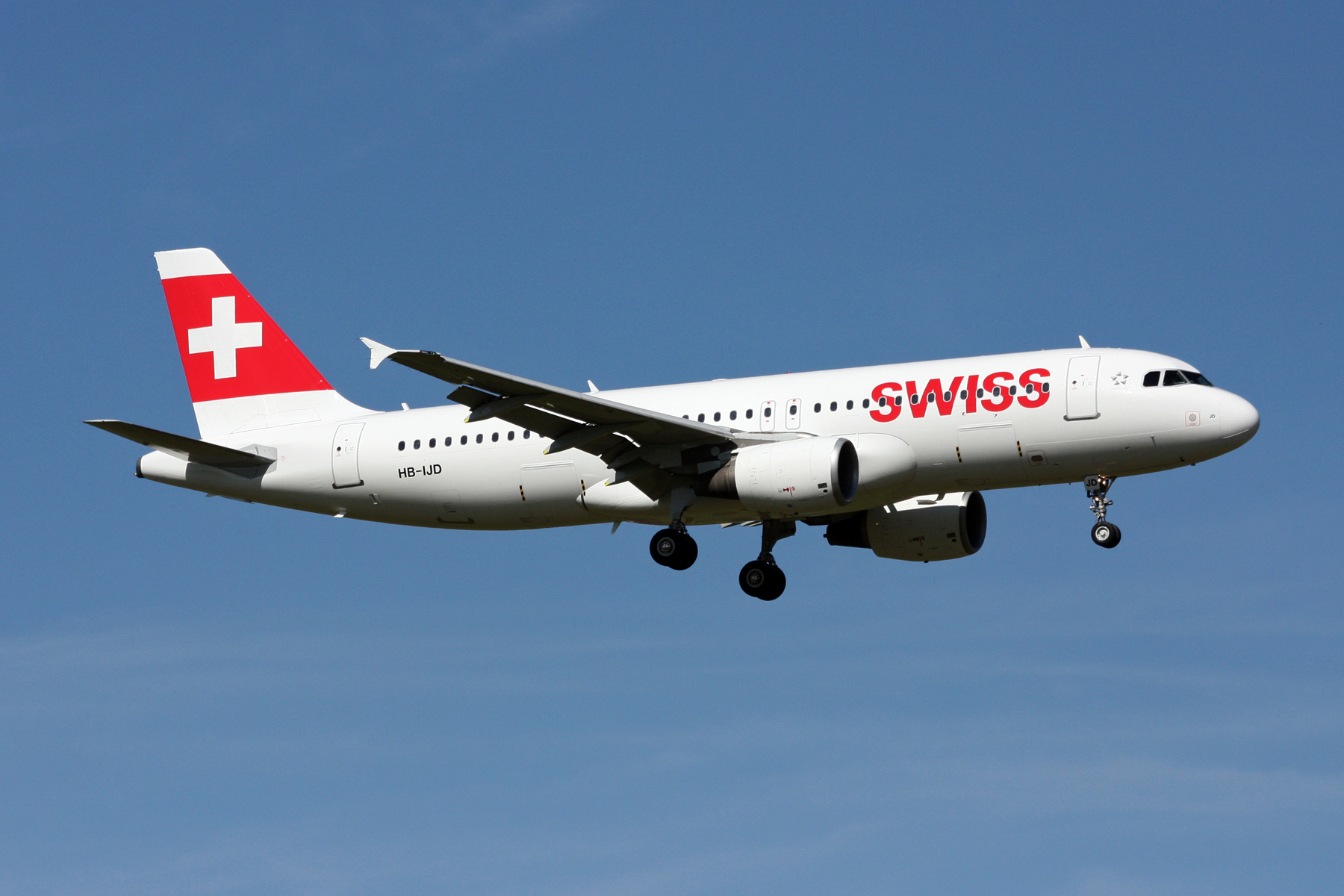
Airbus A320

Swiss International Air Lines có trụ sở hoạt động tại EuroAirport Basel-Mulhouse-Freiburg gần Basel, Thụy Sĩ. Sân bay Pháp-Thụy Sĩ nằm trên lãnh thổ Pháp và có quyền truy cập miễn phí hải quan vào Thụy Sĩ.
Trụ sở chính của Swiss International Air Lines trước đây là trụ sở chính của Crossair. Năm 2002, biển hiệu "Crossair" trên tòa nhà được thay thế bằng biển "Swiss International Air Lines".
Swiss cũng có văn phòng điều hành tại Sân bay Zürich ở Kloten và Sân bay quốc tế Geneva.

### Các công ty con
- Edelweiss Air
- Swiss AviationSoftware
- Swiss Aviation Training
- Swiss World Cargo
- SWISStours

## Điểm đến

### Thỏa thuận chia sẻ chỗ

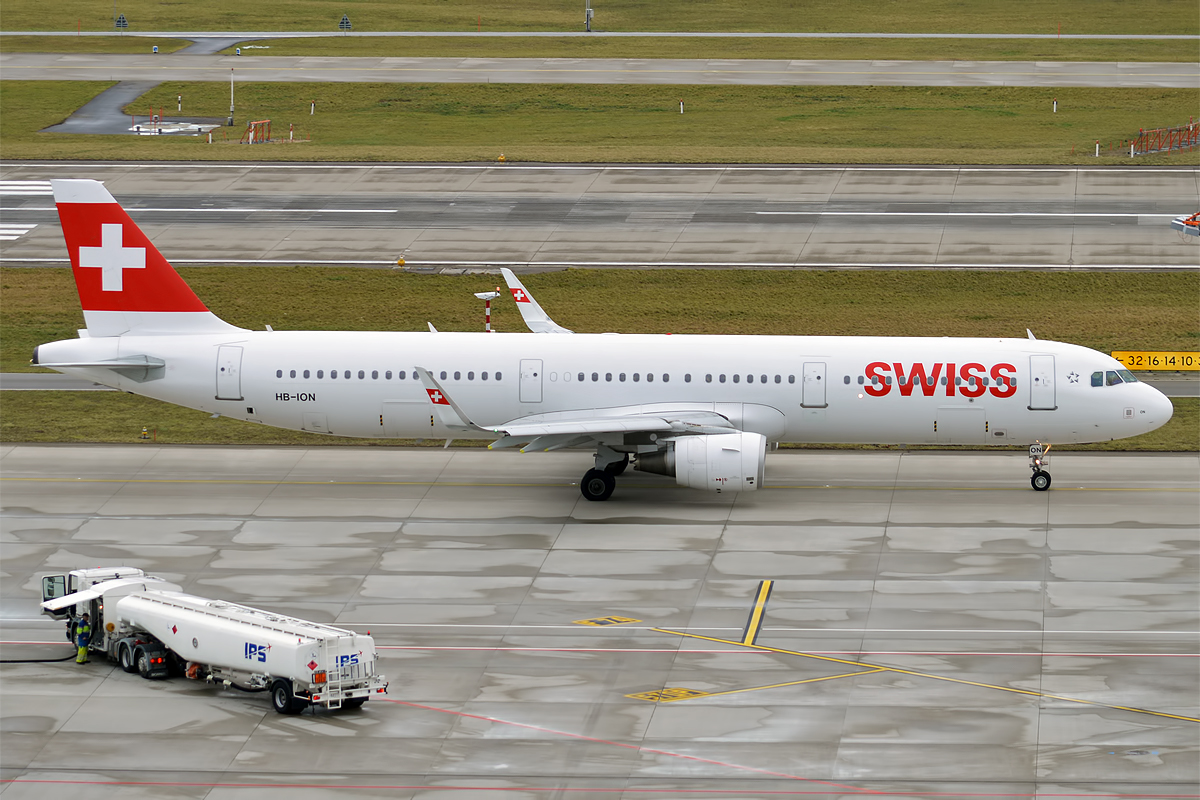
Airbus A321-200

SWISS có thỏa thuận chia sẻ chỗ với những hẵng hàng không sau, bao gồm cả các hãng thuộc liên minh Star Alliance.
- Air Canada
- Air China
- Air France
- Air India
- Air Malta
- All Nippon Airways
- Austrian Airlines
- Avianca
- Brussels Airlines
- Cathay Pacific
- Croatia Airlines
- Edelweiss Air
- EgyptAir
- El Al
- Eurowings
- LOT Polish Airlines
- Lufthansa
- Scandinavian Airlines
- Singapore Airlines
- South African Airways
- TAP Air Portugal
- Thai Airways
- United Airlines

### Thỏa thuận liên tuyến
- Aerolíneas Argentinas
- Aeroméxico
- Air Austral
- Air Dolomiti
- Air Mauritius
- Alitalia
- American Airlines
- Bangkok Airways
- British Airways
- China Airlines
- China Eastern Airlines
- China Southern Airlines
- Comair
- Condor Flugdienst
- Delta Air Lines
- Emirates
- Finnair
- Gol Transportes Aéreos
- Gulf Air
- Helvetic Airways
- Iberia Airlines
- Icelandair
- Japan Airlines
- Jetstar Airways
- Kenya Airways
- KLM
- Korean Air
- LATAM Chile
- Luxair
- Malaysia Airlines
- Mandarin Airlines
- Middle East Airlines
- Oman Air
- Pakistan International Airlines
- Precision Air
- Qantas
- Qatar Airways
- Rossiya Airlines
- Saudia
- Shanghai Airlines
- SunExpress
- SriLankan Airlines
- Turkish Airlines
- Vietnam Airlines
- Virgin Atlantic

## Đội bay
Tính đến tháng 5/2021:

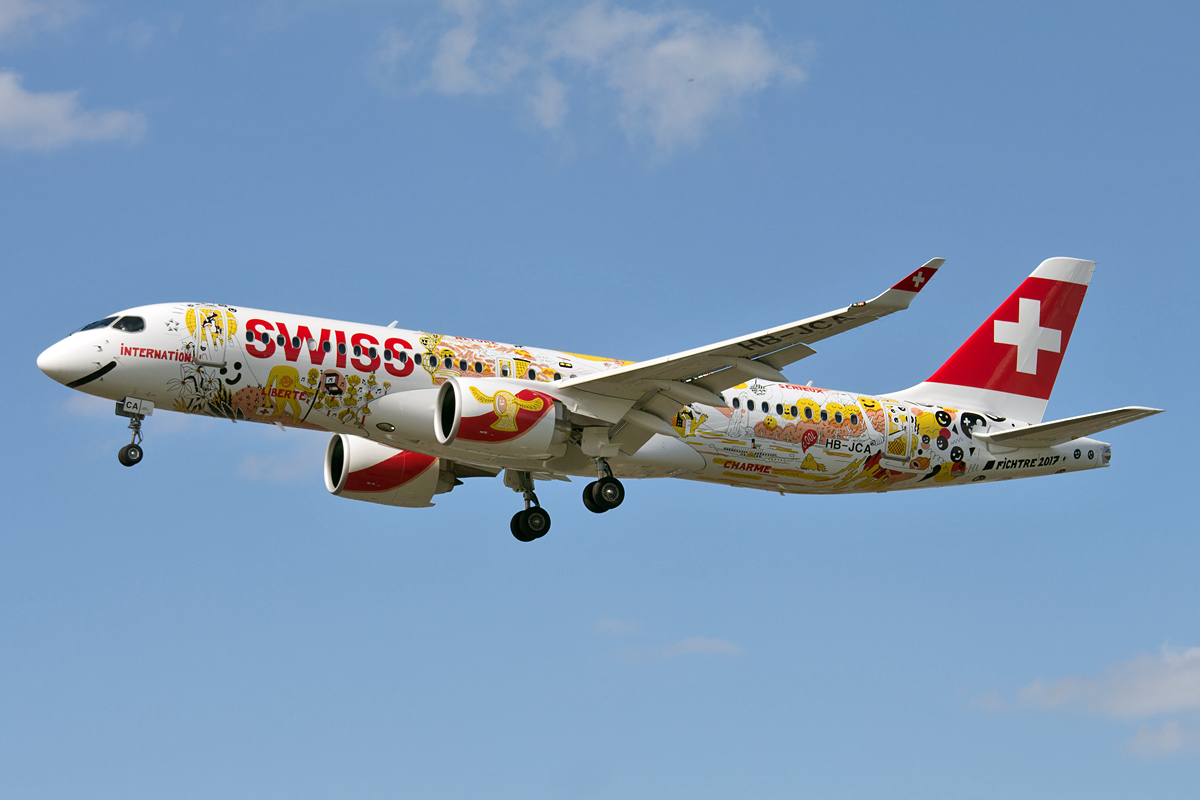
Airbus A220-300 hạ cánh tại Sân bay Heathrow

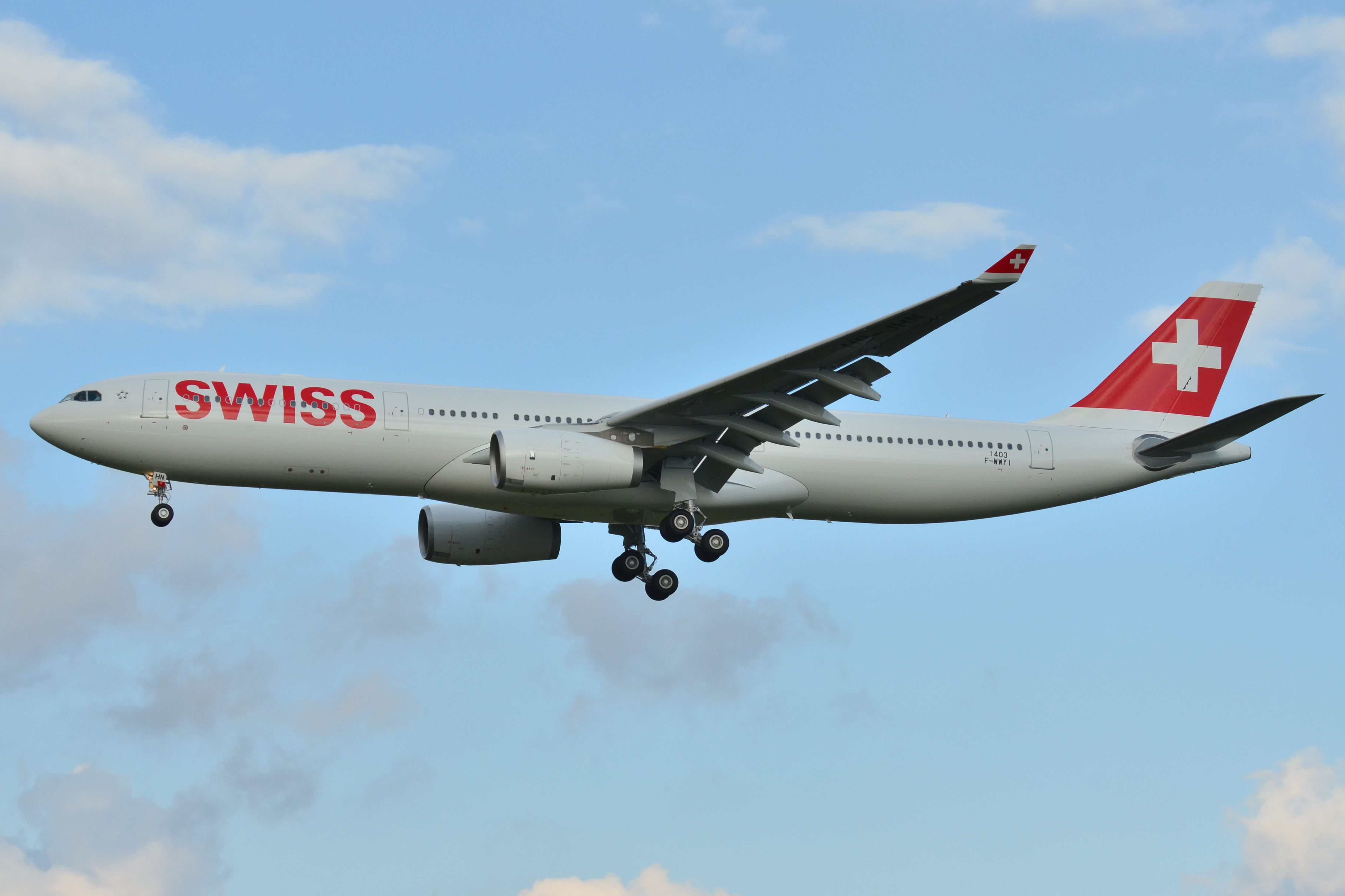
Airbus A330-300 hạ cánh tại Sân bay Toulouse – Blagnac

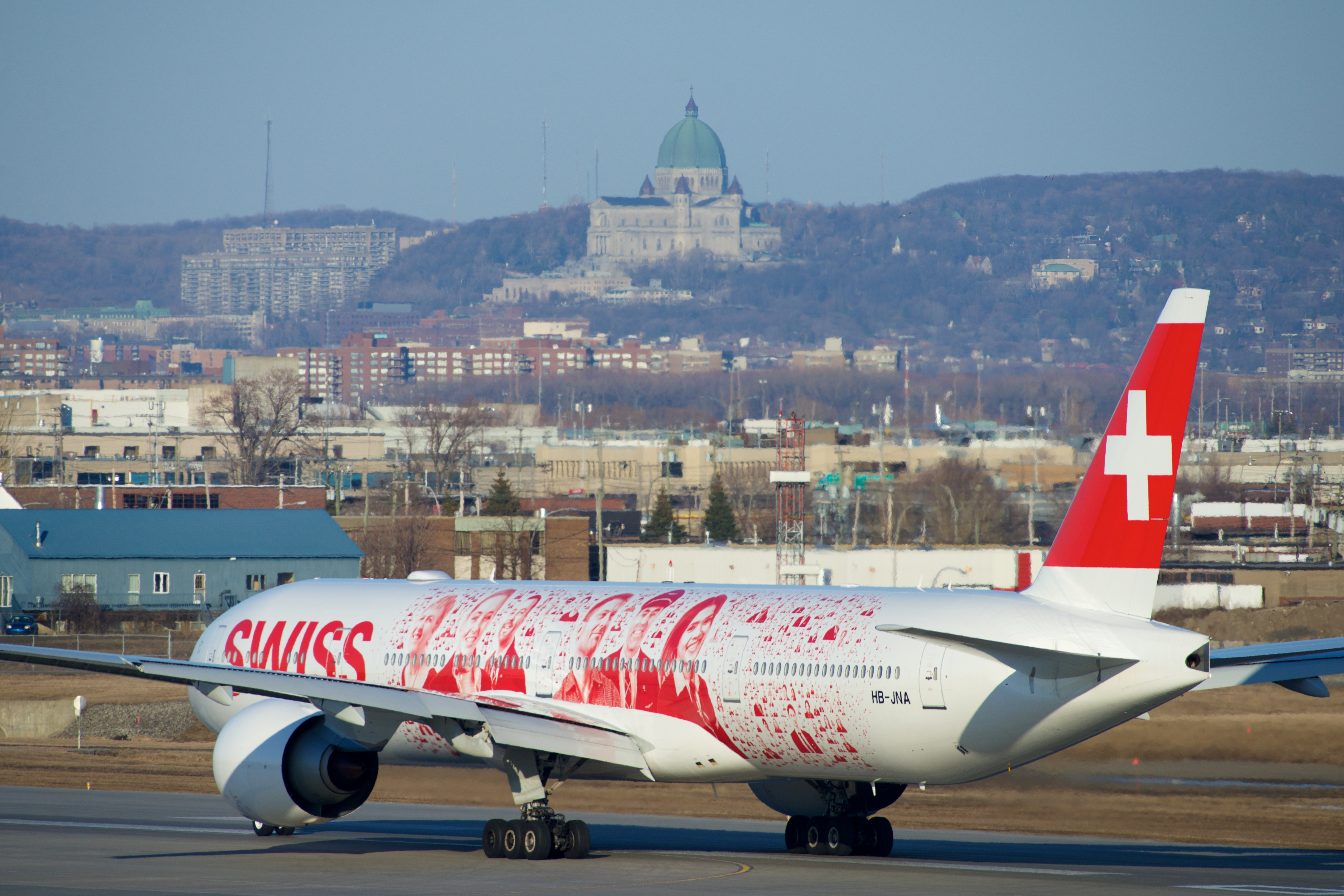
Boeing 777-300ER mang màu sơn Faces of Swiss

Tuổi thọ trung bình của máy bay của Swiss International Air Lines là 9.6 năm (30-09-2009). Các máy bay này được đặt tên lại theo tên của các thành phố Thụy Sĩ sau 2 năm. Tên sẽ được đặt dựa theo đặc điểm của máy bay đó và nội thất trong khoang máy bay sẽ cho thấy hình quốc huy của thành phố đó. Chiếc máy bay được đặt tên gần đây nhất là một máy bay Airbus A320 với tên là Berne.
Sáu chiếc Airbus A340 đã được thêm vào đội bay, một trong số đó đã từng được sử dụng bởi Air Canada. Ngoài ra, 3 chiếc máy bay cũ A340s cũng của Air Canada và 2 chiếc của Austrian Airlines cũng được thêm vào đội bay nhằm tăng tần suất bay trên các đường bay hiện tại cũng như để mở thêm các đường bay mới vào mùa hè 2008.
Hai chiếc Airbus A330 cũng được thêm vào đội bay. Chiếc đầu tiên được nhận vào tháng 11-2006 nhằm thay thế cho chiếc Airbus A300-600 được thuê từ Hapag-Lloyd, chiếc thứ 2 cũng được giao vào tháng 12-2006.
Một chiếc MD-11 đã từng được sử dụng bởi Swiss có một ký tự tiếng Hoa (瑞) ở đuôi máy bay thay cho hình chữ thập thường thấy, xuất phát từ chữ Ruìshì (瑞士), có nghĩa là Thụy Sĩ.